# Europacup I hockey vrouwen 1999
De 26ste editie van de Europacup I voor vrouwen werd gehouden van 2 april tot en met 5 april 1999 in 's-Hertogenbosch.
De hockey dames van Hockeyclub 's-Hertogenbosch werden in de finale voor eigen publiek verslagen door het Duitse KTHC Stadion Rot-Weiss.

## Uitslag poules

### Uitslag poule A
| Team                      | Pnt | GS | W | G | V | DV | DT | DS |
| ------------------------- | --- | -- | - | - | - | -- | -- | -- |
| 1. KTHC Stadion Rot-Weiss | 6   | 3  | 2 | 0 | 1 | 11 | 4  | +7 |
| 2. Edinburgh LHC          | 6   | 3  | 2 | 0 | 1 | 5  | 4  | +1 |
| 3. Moskva Pravda          | 6   | 3  | 2 | 0 | 1 | 7  | 8  | −1 |
| 4. SK Slavia Praha        | 0   | 3  | 0 | 0 | 3 | 5  | 12 | −7 |

### Uitslag poule B
| Team                   | Pnt | GS | W | G | V | DV | DT | DS  |
| ---------------------- | --- | -- | - | - | - | -- | -- | --- |
| 1. HC 's-Hertogenbosch | 9   | 3  | 3 | 0 | 0 | 19 | 4  | +15 |
| 2. Slough HC           | 6   | 3  | 2 | 0 | 1 | 9  | 8  | +1  |
| 3. Rhythm Grodno       | 3   | 3  | 1 | 0 | 2 | 1  | 11 | −10 |
| 4. Kolos Borispol      | 0   | 3  | 0 | 0 | 3 | 2  | 8  | −6  |

## Poulewedstrijden

### Vrijdag 2 april 1999
- A KTHC Stadion Rot-Weiss - Slavia Praha 5-0
- A Edinburgh Ladies - Moskva Pravda 0-1
- B Slough - Rhythm Grodno 5-0
- B ‘s-Hertogenbosch - Kolos Borispol 5-2

### Zaterdag 3 april 1999
- A KTHC Stadion Rot-Weiss - Moskva Pravda 5-2
- A Edinburgh Ladies - Slavia Praha 3-2
- B ‘s-Hertogenbosch - Rhythm Grodno 6-0
- B Slough - Kolos Borispol 2-0

### Zondag 4 april 1999
- A KTHC Stadion Rot-Weiss - Edinburgh Ladies 1-2
- A Moskva Pravda - Slavia Praha 4-3
- B Slough - ‘s-Hertogenbosch 2-8
- B Kolos Borispol - Rhythm Grodno 0-1

## Finales

### Maandag 5 april 1999
- 08.00 4A - 3B Slavia Praha - Rhythm Grodno 0-1
- 10.30 3A - 4B Moskavda - Kolos Borispol 0-4
- 13.00 2A - 2B Edinburgh Ladies - Slough 0-2
- 15.30 1A - 1B KTHC Stadion Rot-Weiss - ‘s-Hertogenbosch 2-2 3-1 ps

## Einduitslag
1.  KTHC Stadion Rot-Weiss 

2.  HC 's-Hertogenbosch 

3.  Slough HC 

4.  Edinburgh LHC 

5.  Rhythm Grodno 

5.  Kolos Borispol 

7.  SK Slavia Praha 

7.  Moskva Pravda

## Kampioen
| Europacup I 1999                  |
| --------------------------------- |
| KTHC Stadion Rot-Weiss 1ste titel |